# Elles@centrepompidou
elles@centrepompidou fue la tercera exposición temática de las colecciones del Museo Nacional de Arte Moderno (MNAM) de París. Ocupó los niveles cuarto y quinto del Centro Georges-Pompidou del 27 de mayo de 2009 al 21 de febrero de 2011. Fue dedicada exclusivamente a las mujeres artistas. Recibió más 2,5 millones de visitantes.
La elección de exponer solo las obras de mujeres artistas fue objeto de controversia, reprochando sobre todo al museo de «colocar a las mujeres en un gueto» y, por otro lado, algunos críticos consideraron que la exposición del Pompidou era un reconocimiento largamente esperado del papel fundamental de las mujeres en la historia del arte.

## Organización
Las comisarías fueron Camille Morineau conservadora en el MNAM, desde París, y Cécile Debray conservadora en el MNAM de las colecciones históricas, desde Seattle. Los comisarios asociados: Quentin Bajac, conservador en el MNAM, de las colecciones fotográficas; Valérie Guillaume, conservadora en el MNAM de las colecciones de arquitectura y de diseño y Emma Lavigne, conservadora en el MNAM, en la sección de creación contemporánea y prospectiva. Asistidos por Aurélien Lemonier (Arquitectura) y Etienne Sandrin (Video).
Camille Morineau ha dirigido posteriormente otras exposiciones de mujeres artistas, tales como El otro continente (L'autre continent) en el Museo de Historia Natural de Le Havre en 2016 y Women House la Monnaie de Paris, en 2017.

## Escenografía
La escenografía fue creada por la agencia Du&Ma y se dividió en varias secciones temáticas, repartidas en las dos plantas de las colecciones permanentes del MNAM, especialmente en el nivel 4.
En el nivel 5, en las colecciones modernas se encontraba el espacio «Pioneras», que destacaba a las mujeres artistas de las vanguardias artísticas del siglo XX.
En el nivel 4, el recorrido temático se extendía por todo el espacio, dividido en seis ejes, «Fuego a discreción», «Cuerpo slogan», «Abstracción excéntrica», «Un cuarto propio», «La palabra en acción», « Inmaterial». En este recorrido se encontraban igualmente las secciones consagradas al diseño y la arquitectura: «elles@design», «¿arquitectura y feminismo?».
Durante los dos años que ha durado esta exposición, 900 obras de más de 200 mujeres artistas de las colecciones del Centro Pompidou han sido expuestas, ya sea en los espacios de exposición, en escaparate o en el espacio de los nuevos medios de comunicación, entre las cuales:
- Magdalena Abakanowicz
- Martine Aballéa
- Berenice Abbott
- Janine Abraham
- Marina Abramović
- Carla Accardi
- Eva Aeppli
- Eija-Liisa Ahtila
- Peggy Ahwesh
- Chantal Akerman
- Laure Albin Guillot
- Helena Almeida
- Anna Ambrose
- Ghada Amer
- Alice Anderson
- Laurie Anderson
- Sonia Andrade
- Alisa Andrasek
- Eleanor Antin
- Ida Applebroog
- Danielle Arbid
- Diane Arbus
- Geneviève Asse
- Gae Aulenti
- Evelyne Axell
- Silvia Bächli
- Maja Bajević
- Kristin Baker
- Élisabeth Ballet
- Ruth Barabash
- Yto Barrada
- Martine Bedin
- Valérie Belin
- Rossella Bellusci
- Zoe Beloff
- Elisabetta Benassi
- Lynda Benglis
- Sadie Benning
- Carole Benzaken
- Anna-Eva Bergman
- Ursula Biemann
- Dara Birnbaum
- María Blanchard
- Irma Blank
- Rut Blees Luxemburg
- Pierrette Bloch
- Sylvie Blocher
- Cathryn Boch
- Cini Boeri
- Lee Bontecou
- Monica Bonvicini
- Irma Boom
- Zoulikha Bouabdellah
- Véronique Boudier
- Bernadette Bour
- Louise Bourgeois
- Marie Bourget
- Joan Braderman
- Emily Breer
- Romaine Brooks
- Tania Bruguera
- Geneviève Cadieux
- Claude Cahun
- Sophie Calle
- Louise Campbell
- Raymonde Carasco
- Béatrice Casadesus
- Blanca Casas Brullet
- Anna Castelli Ferrieri
- Vija Celmins
- Yvonne Chevalier
- Lucinda Childs
- Lygia Clark
- Gabriella Colucci
- Cecelia Condit
- Brigitte Cornand
- Evelyne Coutas
- Matali Crasset
- Cui Xiuwen
- Hanne Darboven
- Sandra Davis
- Carlotta de Bevilacqua
- Anouk de Clercq
- Tacita Dean
- Marie-Noëlle Décoret
- Jay DeFeo
- Anne Deguelle
- Sonia Delaunay
- Ágnes Dénes
- Maya Deren
- Mirtha Dermisache
- Frédérique Devaux
- Rineke Dijkstra
- Nanna Ditzel
- Anna Di Noto (groupe GRAU)
- Tara Donovan
- Lia Drei
- Lili Dujourie
- Germaine Dulac
- Marlene Dumas
- Nora Dumas
- Marguerite Duras
- Cécile Duval
- Nathalie Elemento
- Véronique Ellena
- Tracey Emin
- Barbara Ess
- Bracha L. Ettinger
- Valie Export
- Claire Falkenstein
- Sylvie Fanchon
- Helga Fanderl
- Valérie Favre
- Christine Felten y Véronique Massinger
- Corinne Filippi
- Karen Finley
- Cécile Fontaine
- Maïder Fortuné
- Martine Franck
- Ruth Francken
- Helen Frankenthaler
- Andrea Fraser
- Gisèle Freund
- Gloria Friedmann
- Su Friedrich
- Front Design
- Monique Frydman
- Ellen Gallagher
- Adriana García Galán
- Manuelle Gautrand
- Anna Bella Geiger
- Isa Genzken
- Shadafarin Ghadirian
- Ghazel
- Shirley Goldfarb
- Nan Goldin
- Karo Goldt
- Nathalie Gontcharova
- Dominique Gonzalez-Foerster
- Eileen Gray
- Katharina Grosse
- Guerrilla Girls
- Marie-Ange Guilleminot
- Lucy Gunning
- Zaha Hadid Architects
- Alice Halicka
- Barbara Hammer
- Itsuko Hasegawa
- Mona Hatoum
- Deborah Hay
- Birgit Hein
- Florence Henri
- Eva Hesse
- Hessie
- Sheila Hicks
- Susan Hiller
- Hannah Höch
- Candida Höfer
- Jenny Holzer
- Rebecca Horn
- Roni Horn
- Valentine Hugo
- Alice Hutchins
- Bethan Huws
- Dorothy Iannone
- Mako Idemitsu
- Cristina Iglesias
- Graciela Iturbide
- Sanja Iveković
- Wendy Jacob
- Shirley Jaffe
- Françoise Janicot
- Joan Jonas
- Valérie Jouve
- Anne Marie Jugnet
- Frida Kahlo
- Majida Khattari
- Toba Khedoori
- Sonia Khurana
- Andrea Kirsch
- Sharon Kivland
- Florence Knoll,
- Karen Knorr
- Alison Knowles
- Běla Kolářová
- Koo Jeong-A
- Barbara Kruger
- Germaine Krull
- Elke Krystufek
- Friedl Bondy-Kubelka
- Christina Kubisch
- Shigeko Kubota
- Yayoi Kusama
- Suzanne Lafont
- Maria Lai
- Laura Lamiel
- Ergy Landau
- Sigalit Landau
- Maria Lassnig
- Marie Laurencin
- Janette Laverrière
- Louise Lawler
- Florence Lazar
- Marie Legros
- Tamara de Lempicka
- Zoe Leonard
- Natacha Lesueur
- Sheila Levrant de Bretteville
- Frédérique Loutz
- Rose Lowder
- Léa Lublin
- Vera Lutter
- Dora Maar
- Milvia Maglione
- Agnes Martin
- Nora Martirosyan
- Stéphanie Maxwell
- Najia Mehadji
- Susan Meiselas
- Nathalie Melikian
- Ana Mendieta
- Annette Messager
- Joan Mitchell
- Lisette Model
- Tracey Moffatt
- Vera Molnár
- Meredith Monk
- Charlotte Moorman
- Mariko Mori
- Sarah Morris
- Tania Mouraud
- Valérie Mréjen
- Alison Murray
- Marylène Negro
- Aurélie Nemours
- Shirin Neshat
- Louise Nevelson
- Nicola L.
- Patrizia Nicolosi (groupe GRAU)
- Natacha Nisic
- Yoko Ono
- Yuki Onodera
- Kristin Oppenheim
- Meret Oppenheim
- Els Opsomer
- Marie Orensanz
- ORLAN
- Chana Orloff
- Vivian Ostrovsky
- Laura Owens
- Gina Pane
- Florence Paradeis
- Alicia Penalba
- Charlotte Perriand
- Friederike Pezold
- Chloe Piene
- Adrian Piper
- Sophie Podolski
- Danielle Quarante
- Françoise Quardon
- Yvonne Rainer
- Jackie Raynal
- Judit Reigl
- Delphine Reist
- Edda Renouf
- Lis Rhodes
- Germaine Richier
- Sophy Rickett
- Pipilotti Rist
- Sophie Ristelhueber
- Rachel Rosenthal
- Martha Rosler
- Judith Rothchild
- Martine Rousset
- Julika Rudelius
- Niki de Saint Phalle
- Takako Saito
- Angela Sanders
- Mira Schendel
- Carolee Schneemann
- Anne-Marie Schneider
- Michaela Schwentner
- Zineb Sedira
- Tejal Shah
- Cindy Sherman
- Mieko (Chieko) Shiomi
- Shelley Silver
- Taryn Simon
- Adriena Šimotová
- Sandy Skoglund
- Alexis Smith
- Kiki Smith
- Patti Smith
- Seton Smith
- Alison Smithson
- Wieki Somers
- Kimsooja
- Claude de Soria
- Monika Sosnowska
- Nancy Spero
- Lisa Steel
- Jana Sterbak
- Imogen Stidworthy
- Annelies Štrba
- Katja Strunz
- Alina Szapocznikow
- Atsuko Tanaka
- Dorothea Tanning
- Marcelle Thirache
- Leslie Thornton
- Agnès Thurnauer
- Betty Tompkins
- Annie Tribel
- Justine Triet
- Rosemarie Trockel
- Tatiana Trouvé
- Su-Mei Tse
- Mai Ueda
- Ultra Violet
- Suzanne Valadon
- Agnès Varda
- Cybèle Varela
- Remedios Varo Uranga
- Sandra Vásquez de la Horra
- Fabienne Verdier
- Françoise Vergier
- Maria Helena Vieira da Silva
- Vignelli Design
- Hannah Villiger
- Laura Waddington
- Isabelle Waternaux
- Sabine Weiss
- Marthe Wéry
- Rachel Whiteread
- Hannah Wilke
- Nancy Wilson-Pajic
- Francesca Woodman
- Mâkhi Xenakis
- Nil Yalter
- Carey Young
- Francine Zubeil

## Eventos relacionados
La exposición fue objeto de un gran número de actos como proyecciones y ciclos de conferencias.

## Itinerancia
A continuación la exposición recorrió Estados Unidos y Brasil.
Posteriormente la exposición ha sido objeto de una itinerancia a Seattle, del 11 de octubre de 2012 al 13 de enero de 2013. El museo de Seattle se reapropió del concepto creando su propia exposición  "ellas:sam", del nombre de Seattle Arte Museum, del 11 de octubre de 2012 al 17 de febrero de 2013. Estas exposiciones han sido la ocasión de numerosos acontecimientos y eventos en Seattle y sus aledaños, ordenados bajo el titulado "ellas:seattle", proponiendo así un ciclo dividido en tres partes diferentes. Se acogió una selección de artistas volcados en la escena americana concebida por Cécile Debray, comisaria de la exposición, y Marisa C. Sánchez, comisaria asociada del museo de Seattle.
En Brasil, la exposición concebida por Cécile Debray y Emma Lavigne se organizó a partir de una selección de artistas volcadas hacia la escena brasileña y de Latinoamérica.